# 임지은 (작가)
임지은은 대한민국의 텔레비전 드라마 작가이다. 

## 주요 작품
- 2020년 KBS2 드라마스페셜 2020  《원 나잇》 ... 집필
- 2022년 KBS2 월화 미니시리즈    《법대로 사랑하라》 ... 집필